# 51741 Davidixon
51741 Davidixon este un asteroid din centura principală de asteroizi.

## Descriere
51741 Davidixon este un asteroid din centura principală de asteroizi. A fost descoperit pe 24 mai 2001 la Anza, California de Michael Collins (astronom) și Minor White (astronom). Asteroidul prezintă o orbită caracterizată de o semiaxă mare de 2,88 ua, o excentricitate de 0,16 și o înclinație de 7,3° în raport cu ecliptica.